# Monaster Narodzenia Matki Bożej w Zadonsku
Monaster Narodzenia Matki Bożej – męski klasztor prawosławny w Zadonsku, nad Donem, w jurysdykcji eparchii lipieckiej Rosyjskiego Kościoła Prawosławnego.

## Historia
Monaster został założony ok. 1610 przez schimnichów Gerazyma i Cyryla, którzy zapoczątkowali działalność męskiej wspólnoty monastycznej na brzegu Donu. Pierwsza cerkiew klasztorna, której nadano wezwanie Matki Bożej, została zbudowana przez założycieli monasteru w 1630. Klasztor został całkowicie zniszczony podczas pożaru w 1692. Z wyposażenia monasterskiej cerkwi pozostała tylko Włodzimierska Ikona Matki Bożej, należąca do twórców wspólnoty. Została ona uznana za cudotwórczą i stała się celem licznych pielgrzymek. Z darów pielgrzymów klasztor odbudowano. Dalszy wzrost jego znaczenia miał miejsce po tym, gdy w 1769 zamieszkał w nim były biskup woroneski Tichon, który żył w Zadońsku do śmierci w 1753. Duchowny cieszył się sławą cudotwórcy i znakomitego kaznodziei. Znaczenie monasteru w Zadońsku jeszcze wzrosło, gdy w latach 1830–1831 w okolicy wybuchła epidemia cholery, jednak żaden mieszkaniec klasztoru nie zachorował; przechowywaną w nim ikonę czczono odtąd jeszcze bardziej. 
W 1851 monaster otrzymał status klasztoru I klasy. Pod koniec XIX w. był jednym z najważniejszych ośrodków Rosyjskiego Kościoła Prawosławnego. Jego kompleks składał się z sześciu świątyń: soboru Włodzimierskiej Ikony Matki Bożej, cerkwi Narodzenia Matki Bożej, cerkwi św. Tichona Zadońskiego, cerkwi św. Mikołaja w monasterskiej dzwonnicy, refektarzowej cerkwi Wniebowstąpienia Pańskiego oraz kaplicy Ikony Matki Bożej „Życiodajne Źródło”. Poza tym na jego terenie znajdowały się budynki mieszkalne dla przełożonego i mnichów, refektarz, obiekty gospodarcze, szkoła duchowna, szpital, dom pielgrzyma, apteka, szkoła cerkiewno-parafialna, fabryka świec, dwa zakłady produkujące cegły. W monasterze żyło ponad 200 mnichów i posłuszników. 
Po rewolucji październikowej monaster dotknęły prześladowania ze strony bolszewików. W 1919 w ramach akcji otwarcia relikwii świętych czczonych w Rosyjskim Kościele Prawosławnym dokonano przymusowego otwarcia raki z relikwiami św. Tichona Zadońskiego, które następnie przekazano do muzeum. Dziesięć lat później część mnichów została aresztowana i skazana na więzienie lub zesłanie, innych zmuszono do opuszczenia klasztoru. Wspólnota została zamknięta, a kompleks monasterski zaadaptowany na szpital, dom dziecka, zakłady suszenia owoców i wyrobu kiełbasy. 
Remont klasztoru rozpoczęto w 1988. W 1991 oficjalnie restytuowano wspólnotę, pierwsi posłusznicy złożyli wieczyste śluby mnisze, a relikwie św. Tichona Zadońskiego zostały ponownie przeniesione do monasteru. Obiekty monasteru były zwracane Rosyjskiemu Kościołowi Prawosławnemu etapami: jako pierwsze przekazano sobór Włodzimierskiej Ikony Matki Bożej oraz kilka pokoi w budynku mieszkalnym (w 1990); cały kompleks obiektów znalazł się w rękach pierwotnych właścicieli w 2003. W tym też roku rozpoczęto remont drugiej cerkwi – Narodzenia Matki Bożej. Na początku XXI w. w monasterze żyło 5 ihumenów, 26 hieromnichów, 12 hierodiakonów, 4 schimnichów, 35 mnichów, 16 mnichów riasofornych i liczna grupa posłuszników.